# Going Seventeen
Going Seventeen è il terzo EP della boy band sudcoreana Seventeen, pubblicato nel 2016.

## Tracce
1. Beautiful (Joshua, Hoshi, DK, Mingyu, THE8, Dino) – 3:37
2. Boom Boom (붐붐) – 3:26
3. HIGHLIGHT (Performance unit) – 3:45
4. Lean On Me (기대) (Hip-hop unit) – 3:25
5. Fast Pace (빠른 걸음) – 3:41
6. Don't Listen In Secret (몰래 듣지 마요 (Vocal unit)) – 3:58
7. I Don't Know (글쎄)(S.Coups, Jeonghan, Jun, Wonwoo, Woozi, Seungkwan, Vernon) – 3:52
8. Smile Flower (웃음꽃) – 3:52